# قرن بیستم (روزنامه)
قرن بیستم نام یکی از نشریات دوران جنگ جهانی اول در شهر همدان است. این روزنامه ابتدا توسط میرزاده عشقی تا ۳ شماره در همدان انتشار یافت و پس از بازگشت وی از استانبول به تهران، انتشار آن را در این شهر ادامه داد. نخستین شمارهٔ این نشریه البته در تهران در تاریخ ۱۶ اردیبهشت ۱۳۰۰ شمسی مصادف با شعبان ۱۳۳۹ قمری با حروف سربی در ۱۶ صفحه در قطع وزیری و به طور هفتگی انتشار می‌یافت. شیوه و روش آن سیاسی، ادبی و اجتماعی بود. تا سال ۱۳۰۳ شمسی که میرزاده عشقی کشته شد، ۲۳ شماره از این نشریه منتشر شد.